# Liste der Beiträge für den besten fremdsprachigen Film für die Oscarverleihung 2016
Die folgenden 81 Filme, alle aus verschiedenen Ländern, waren Vorschläge in der Kategorie Bester fremdsprachiger Film für die Oscarverleihung 2016.
Bis zum 30. September 2015 konnten die Länder ihre Vorschläge unterbreiten, dabei nahm zum ersten Mal Paraguay an diesem Prozedere teil. Im Dezember 2015 wurde eine Vorauswahl mit den neun Semi-Finalisten veröffentlicht. Die finalen fünf Nominierungen wurden am 14. Januar 2016 im Samuel Goldwyn Theater bekannt gegeben. Der Oscar ging schließlich an den ungarischen Film Son of Saul von László Nemes Jeles.

## Beiträge
| Land                    | Deutscher Verleihtitel                                         | Originaltitel                                          | Sprache(n)                                                              | Regisseur(e)                                                                                                  | Ergebnis        |
| ----------------------- | -------------------------------------------------------------- | ------------------------------------------------------ | ----------------------------------------------------------------------- | --- | --------------- |
| Äthiopien               | Ephraim und das Lamm                                           | Lamb                                                   | Amharisch                                                               | Yared Zeleke                                                                                                  | Nicht nominiert |
| Afghanistan             | Utopia                                                         | آرمان شهر (Utopia)                                     | Persisch                                                                | Hassan Nazer                                                                                                  | Disqualifiziert |
| Albanien                | Bota                                                           | Bota                                                   | Albanisch                                                               | Iris Elezi, Thomas Logoreci                                                                                   | Nicht nominiert |
| Algerien                | Crépuscule des ombres                                          | غروب الظلال (Ghouroub Edhilal) / Crépuscule des ombres | Arabisch                                                                | Mohamed Lakhdar-Hamina                                                                                        | Nicht nominiert |
| Argentinien             | El Clan                                                        | El Clan                                                | Spanisch                                                                | Pablo Trapero                                                                                                 | Nicht nominiert |
| Australien              | Arrows of the Thunder Dragon                                   | Arrows of the Thunder Dragon                           | Dzongkha                                                                | Greg Sneddon                                                                                                  | Nicht nominiert |
| Bangladesch             | Jalal's Story                                                  | জালালের গল্প (Jalaler Golpo)                               | Bengali                                                                 | Abu Shahed Emon                                                                                               | Nicht nominiert |
| Belgien                 | Das brandneue Testament                                        | Le Tout Nouveau Testament                              | Französisch                                                             | Jaco Van Dormael                                                                                              | Vorauswahl      |
| Bosnien und Herzegowina | Naša svakodnevna priča                                         | Naša svakodnevna priča                                 | Bosnisch                                                                | Ines Tanović                                                                                                  | Nicht nominiert |
| Brasilien               | Der Sommer mit Mamã                                            | Que horas ela volta?                                   | Portugiesisch                                                           | Anna Muylaert                                                                                                 | Nicht nominiert |
| Bulgarien               | Judgment – Grenze der Hoffnung                                 | Съдилището (Sadilishteto)                              | Bulgarisch                                                              | Stefan Komandarew                                                                                             | Nicht nominiert |
| Chile                   | El Club                                                        | El Club                                                | Spanisch                                                                | Pablo Larraín                                                                                                 | Nicht nominiert |
| Volksrepublik China     | Go Away Mr. Tumor                                              | 滚蛋吧！肿瘤君 (Gun dan ba! Zhong liu jun)             | Mandarin                                                                | Han Yan | Nicht nominiert |
| Costa Rica              | Presos                                                         | Presos                                                 | Spanisch                                                                | Esteban Ramírez                                                                                               | Nicht nominiert |
| Dänemark                | A War                                                          | Krigen                                                 | Dänisch                                                                 | Tobias Lindholm                                                                                               | Nominiert       |
| Deutschland             | Im Labyrinth des Schweigens                                    | Im Labyrinth des Schweigens                            | Deutsch                                                                 | Giulio Ricciarelli                                                                                            | Vorauswahl      |
| Dominikanische Republik | Sand Dollars                                                   | Dólares de Arena                                       | Spanisch                                                                | Laura Amelia Guzmán, Israel Cárdenas                                                                          | Nicht nominiert |
| Elfenbeinküste          | Run                                                            | Run                                                    | Französisch                                                             | Philippe Lacôte                                                                                               | Nicht nominiert |
| Estland                 | Brüder – Feinde                                                | 1944                                                   | Estnisch, Russisch                                                      | Elmo Nüganen                                                                                                  | Nicht nominiert |
| Finnland                | Die Kinder des Fechters                                        | Miekkailija                                            | Estnisch, Russisch                                                      | Klaus Härö | Vorauswahl      |
| Frankreich              | Mustang                                                        | Mustang                                                | Türkisch                                                                | Deniz Gamze Ergüven                                                                                           | Nominiert       |
| Georgien                | Moira                                                          | მოირა (Moira)                                          | Georgisch                                                               | Lewan Tutberidse                                                                                              | Nicht nominiert |
| Griechenland            | Xenia                                                          | Ξενία (Xenia)                                          | Griechisch, Albanisch                                                   | Panos H. Koutras                                                                                              | Nicht nominiert |
| Guatemala               | Ixcanul – Träume am Fuße des Vulkans                           | Ixcanul                                                | Kaqchikel, Spanisch                                                     | Jayro Bustamante                                                                                              | Nicht nominiert |
| Hongkong                | To the Fore                                                    | 破風 (Po feng)                                         | Mandarin                                                                | Dante Lam | Nicht nominiert |
| Indien                  | Court                                                          | Court                                                  | Marathi                                                                 | Chaitanya Tamhane                                                                                             | Nicht nominiert |
| Irak                    | Memories on Stone                                              | Bîranînen li ser kevirî                                | Kurdisch                                                                | Shawkat Amin Korki                                                                                            | Nicht nominiert |
| Iran                    | Mohammed                                                       | محمد رسول‌الله (Mohammad Rasoolollah)                   | Persisch                                                                | Majid Majidi                                                                                                  | Nicht nominiert |
| Irland                  | Viva                                                           | Viva                                                   | Spanisch                                                                | Paddy Breathnach                                                                                              | Vorauswahl      |
| Island                  | Sture Böcke                                                    | Hrútar                                                 | Isländisch                                                              | Grímur Hákonarson                                                                                             | Nicht nominiert |
| Israel                  | Baba Joon                                                      | באבא ג'ון (Baba Joon)                                  | Persisch                                                                | Yuval Delshad                                                                                                 | Nicht nominiert |
| Italien                 | Tu nichts Böses                                                | Non essere cattivo                                     | Italienisch                                                             | Claudio Caligari                                                                                              | Nicht nominiert |
| Japan                   | 100 Yen Love – Steh auf und kämpfe!                            | 百円の恋 (Hyakuen no Koi)                              | Japanisch                                                               | Masaharu Take                                                                                                 | Nicht nominiert |
| Jordanien               | Theeb                                                          | ذيب (Ḏīb)                                              | Arabisch                                                                | Naji Abu Nowar                                                                                                | Nominiert       |
| Kambodscha              | The Last Reel                                                  | ដុំហ្វីលចុងក្រោយ (The Last Reel)                              | Khmer                                                                   | Kulikar Sotho                                                                                                 | Nicht nominiert |
| Kanada                  | Félix & Meira                                                  | Félix et Meira                                         | Französisch, Yiddisch                                                   | Maxime Giroux                                                                                                 | Nicht nominiert |
| Kasachstan              | Zhat                                                           | Жат (Zhat)                                             | Kazachisch                                                              | Jermek Tursynow                                                                                               | Nicht nominiert |
| Kirgisistan             | Nomaden des Himmels                                            | Сутак (Sutak)                                          | Kirgisisch                                                              | Mirlan Abdykalykov                                                                                            | Nicht nominiert |
| Kolumbien               | Der Schamane und die Schlange – Eine Reise auf dem Amazonas    | El abrazo de la serpiente                              | Deutsch, Spanisch, Ticuna, Katalanisch, Portugiesisch, Latein           | Ciro Guerra                                                                                                   | Nominiert       |
| Kosovo                  | Babai                                                          | Babai                                                  | Albanisch                                                               | Visar Morina                                                                                                  | Nicht nominiert |
| Kroatien                | Mittagssonne                                                   | Zvizdan                                                | Kroatisch                                                               | Dalibor Matanić                                                                                               | Nicht nominiert |
| Lettland                | Modris                                                         | Modris                                                 | Lettisch                                                                | Juris Kursietis                                                                                               | Nicht nominiert |
| Libanon                 | Waynon                                                         | وينن (Waynon)                                          | Arabisch                                                                | Tarek Korkomaz, Zeina Makki, Jad Beyrouthy, Christelle Ighniades, Salim Habr, Maria Abdel Karim, Naji Bechara | Nicht nominiert |
| Litauen                 | Der Sommer von Sangailé                                        | Sangailės vasara                                       | Litauisch                                                               | Alanté Kavaïté                                                                                                | Nicht nominiert |
| Luxemburg               | Baby(a)lone                                                    | Baby(A)lone                                            | Luxemburgisch                                                           | Donato Rotunno                                                                                                | Nicht nominiert |
| Marokko                 | Aida                                                           | عايدة (Aïda)                                           | Arabisch                                                                | Driss Mrini                                                                                                   | Nicht nominiert |
| Malaysia                | Men Who Save the World                                         | Lelaki Harapan Dunia                                   | Malaysisch                                                              | Liew Seng Tat                                                                                                 | Nicht nominiert |
| Nordmazedonien          | Honignacht                                                     | Медена ноќ (Medena nok)                                | Mazedonisch                                                             | Ivo Trajkov                                                                                                   | Nicht nominiert |
| Mexiko                  | 600 Miles                                                      | 600 Millas                                             | Spanisch                                                                | Gabriel Ripstein                                                                                              | Nicht nominiert |
| Montenegro              | Du trägst mich                                                 | Ti mene nosiš                                          | Serbisch                                                                | Ivona Juka | Nicht nominiert |
| Nepal                   | Talakjung vs Tulke                                             | टलकजंग भर्सेस टुल्के (Talakjung vs Tulke)                    | Nepali                                                                  | Nischal Basnet                                                                                                | Nicht nominiert |
| Niederlande             | The Paradise Suite                                             | The Paradise Suite                                     | Bulgarisch, Schwedisch, Französisch, Bosnisch, Serbisch, Niederländisch | Joost van Ginkel                                                                                              | Nicht nominiert |
| Norwegen                | The Wave – Die Todeswelle                                      | Bølgen                                                 | Norwegisch, Dänisch                                                     | Roar Uthaug                                                                                                   | Nicht nominiert |
| Österreich              | Ich seh Ich seh                                                | Ich seh Ich seh                                        | Deutsch                                                                 | Severin Fiala, Veronika Franz                                                                                 | Nicht nominiert |
| Pakistan                | Moor                                                           | ماں (Moor)                                             | Urdu, Paschto                                                           | Jami | Nicht nominiert |
| Palästina               | The Wanted 18                                                  | The Wanted 18                                          | Arabisch                                                                | Paul Cowan, Amer Shomali                                                                                      | Nicht nominiert |
| Paraguay                | El tiempo nublado                                              | El tiempo nublado                                      | Spanisch                                                                | Arami Ullon                                                                                                   | Nicht nominiert |
| Peru                    | NN                                                             | NN                                                     | Spanisch                                                                | Héctor Gálvez                                                                                                 | Nicht nominiert |
| Philippinen             | Heneral Luna                                                   | Heneral Luna                                           | Filipino, Englisch, Spanisch, Französisch, Hiligaynon                   | Jerrold Tarog                                                                                                 | Nicht nominiert |
| Polen                   | 11 minut                                                       | 11 minut                                               | Polnisch, Englisch                                                      | Jerzy Skolimowski                                                                                             | Nicht nominiert |
| Portugal                | 1001 Nacht, Teil 2: Der Verzweifelte                           | As Mil e Uma Noites: Volume 2, O Desolado              | Portugiesisch                                                           | Miguel Gomes                                                                                                  | Nicht nominiert |
| Rumänien                | Aferim!                                                        | Aferim!                                                | Rumänisch, Romani                                                       | Radu Jude | Nicht nominiert |
| Russland                | Der Sonnenstich                                                | Солнечный удар (Solnetschny udar)                      | Russisch                                                                | Nikita Michalkow                                                                                              | Nicht nominiert |
| Schweden                | Eine Taube sitzt auf einem Zweig und denkt über das Leben nach | En duva satt på en gren och funderade över tillvaron   | Schwedisch                                                              | Roy Andersson                                                                                                 | Nicht nominiert |
| Schweiz                 | Iraqi Odyssey                                                  | Iraqi Odyssey                                          | Arabisch                                                                | Samir | Nicht nominiert |
| Serbien                 | Enklave                                                        | Енклава (Enklava)                                      | Serbisch, Albanisch                                                     | Goran Radovanović                                                                                             | Nicht nominiert |
| Singapur                | 7 Letters                                                      | 7 Letters                                              | Malaysisch, Hokkien, Mandarin, Malayalam, Englisch                      | Boo Junfeng, Eric Khoo, Jack Neo, K Rajagopal, Tan Pin Pin, Royston Tan, Kelvin Tong                          | Nicht nominiert |
| Slowakei                | Koza                                                           | Koza                                                   | Slowakisch, Tschechisch                                                 | Ivan Ostrochovský                                                                                             | Nicht nominiert |
| Slowenien               | The Tree                                                       | Drevo                                                  | Slowenisch                                                              | Sonja Prosenc                                                                                                 | Nicht nominiert |
| Spanien                 | Loreak                                                         | Loreak                                                 | Baskisch                                                                | Jon Garaño, Jose Mari Goenaga                                                                                 | Nicht nominiert |
| Südafrika               | Thina Sobabili: The Two of Us                                  | Thina Sobabili                                         | Zulu                                                                    | Ernest Nkosi                                                                                                  | Nicht nominiert |
| Südkorea                | Sado                                                           | 사도                                                   | Koreanisch                                                              | Lee Jun-ik | Nicht nominiert |
| Taiwan                  | The Assassin                                                   | 刺客聶隱娘 (Nie yin niang)                             | Mandarin                                                                | Hou Hsiao-Hsien                                                                                               | Nicht nominiert |
| Thailand                | Mein Bruder, der Held                                          | พี่ชาย My Hero (Pi Chai My Hero)                         | Thailändisch                                                            | Josh Kim | Nicht nominiert |
| Tschechien              | Home Care                                                      | Domácí péče                                            | Tschechisch                                                             | Slávek Horák                                                                                                  | Nicht nominiert |
| Türkei                  | Sivas                                                          | Sivas                                                  | Türkisch                                                                | Kaan Müjdeci                                                                                                  | Nicht nominiert |
| Ungarn                  | Son of Saul                                                    | Saul fia                                               | Ungarisch, Yiddisch, Deutsch                                            | László Nemes Jeles                                                                                            | Gewonnen        |
| Uruguay                 | Una noche sin luna                                             | Una noche sin luna                                     | Spanisch                                                                | Germán Tejeira                                                                                                | Nicht nominiert |
| Venezuela               | Gone with the River                                            | Dauna. Lo que lleva el río                             | Warao                                                                   | Mario Crespo                                                                                                  | Nicht nominiert |
| Vereinigtes Königreich  | Under Milk Wood                                                | Under Milk Wood                                        | Walisisch, Englisch                                                     | Kevin Allen                                                                                                   | Nicht nominiert |
| Vietnam                 | Trung So                                                       | Trúng số                                               | Vietnamesisch                                                           | Dustin Nguyen                                                                                                 | Nicht nominiert |